# Qian Nairong
Qian Nairong (chinois simplifié : 钱乃荣 ; chinois traditionnel : 錢乃榮 ; pinyin : Qián Nairóng) né à Shanghai, en République de Chine le 13 février 1945 est un linguiste chinois, diplômé d'une maîtrise à l'Université Fudan en 1981.
Il tient la chaire du département de chinois de l'Université de Shanghai.
Il est également l'auteur de la romanisation Qian, une méthode de romanisation du wu, et plus particulièrement de son dialecte shanghaïen.